# Sombreffe
Sombreffe (wa. Sombrefe) – miejscowość i gmina w Belgii, w Regionie Walońskim, w prowincji Namur, w okręgu Namur. 1 stycznia 2024 roku liczyła 8388 mieszkańców na powierzchni 35,89 km², co daje gęstość zaludnienia 234 mieszkańców / km².

## Podział administracyjny
W skład gminy wchodzą trzy dzielnice (section):
- Boignée
- Ligny
- Tongrinne